# Nikołaj Czukowski
Nikołaj Korniejewicz Czukowski (ros. Николай Корнеевичur Чуковский, ur. 2 czerwca 1904 w Odessie, zm. 4 listopada 1965 w Moskwie) – rosyjski pisarz, tłumacz poezji i prozy. Syn Kornieja Czukowskiego i brat Lidii Czukowskiej. W 1922 roku zadebiutował jako poeta, następnie poświęcił się prozie.

Nikołaj Czukowski jest znany jako autor powieści marynistycznych o słynnych podróżnikach (O wielkim żeglarzu 1941 – wydanie polskie w 1950) i związanych z II wojną światową (Pod niebem Bałtyku 1954 – wydanie polskie w 1958), także powieści o wojnie domowej (Sława 1935).

Tworzył opowiadania psychologiczne o problematyce etycznej (O świcie 1964, Kwitły poziomki 1965, Tchnienie życia 1965 - w polskim wyborze 1968).

Był także tłumaczem utworów Marka Twaina, Roberta L. Stevensona i Juliana Tuwima. Został odznaczony Orderem Czerwonego Sztandaru Pracy (1965).

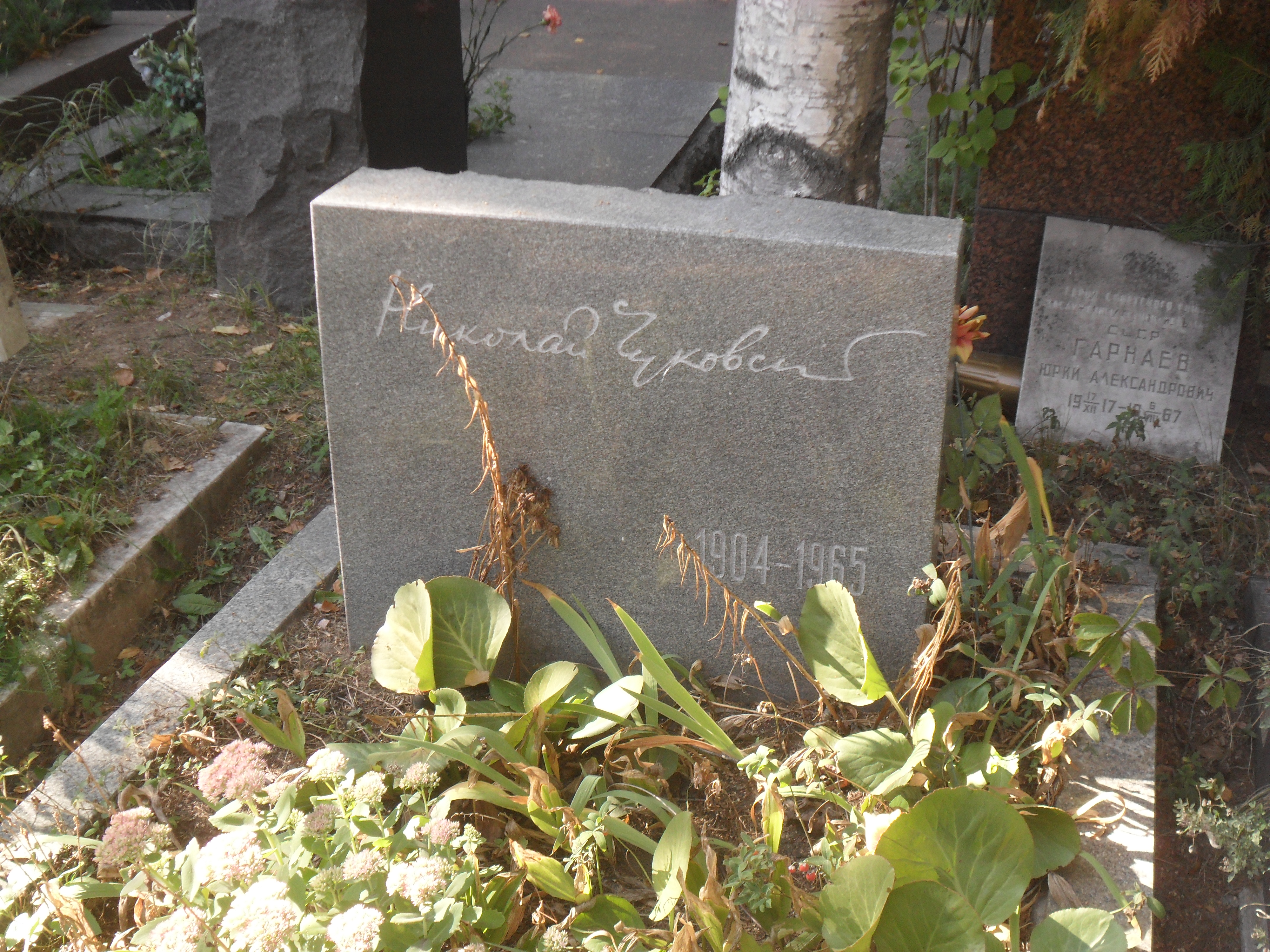
Grób Nikołaja Czukowskiego na Cmentarzu Nowodziewiczym w Moskwie